# Nyomtalanul (film, 1988)
A Nyomtalanul (hollandul: Spoorloos) egy holland-francia film adaptáció Tim Krabbé The Golden Egg című novellája alapján, amit 1988. október 27-én mutattak be. A filmet George Sluizer rendezte, a főszerepben Bernard-Pierre Donnadie. A film egy fiatal holland nő eltűnéséről és a szerelme megszállott kereséséről szól. Franciaországban a filmet L’homme qui voulait savoir címen mutatták be.
Az Egyesült Államokban 1990-ben mutatták be és nagyon jó kritikát kapott. Sluizer később, 1993-ban megcsinálta az angol nyelvű verziót, de az nem aratott olyan nagy sikert.

## Cselekmény
|  | Alább a cselekmény részletei következnek! |

Egy holland pár, Rex Hofman (Gene Bervoets) és Saskia Wagter (Johanna ter Steege) a nyaralásukat töltik Franciaországban. Vezetés közben Saskia megosztja visszatérő álmát Rexszel, amiben az űrön keresztül sodródik egy „arany tojásban”. Az álom végső szakaszában Saskia azt magyarázza, hogy feltűnik egy másik arany tojás, egy másik emberrel, és a két tojás ütközése valaminek a végét jelenti.
A pár autójából kifogy a benzin és megállnak egy benzinkútnál tankolni és pihenni. Egy férfi, akit később Raymond Lemorne (Bernard-Pierre Donnadie) néven azonosítanak, titokban megfigyeli őket. Ezután Rex megígéri Saskiának, hogy soha nem hagyja el, és eltemetnek két pénzérmét egy fa tövében. Saskia bemegy a benzinkút shopjába, hogy üdítőt vásároljon, de nem tér vissza, ezért Rex eszeveszetten keresi őt.
Egy időbeli visszaugrás során a film bemutatja Raymondot. Ő egy tisztességes családapa feleséggel és két lánnyal. Raymond titokban azt tervezi, hogy elrabol egy nőt. Vesz egy elszigetelt házat, a kloroform használatával kísérletezik, elpróbálja a lehetőségeket, hogyan tudna elcsalni egy nőt a kocsijához. Raymond kezdeti kísérletei egy elrablásra nem járnak sikerrel. Végül elhatározza, hogy sérült motorosnak tetteti magát, akinek segítségre van szüksége és ezzel a stratégiával csalja a nőket a kocsijához.
Három évvel Saskia eltűnése után Rex még mindig keresi őt. Utána ötször kap direkt neki címzett levelet, hogy találkozzon az emberrablóval egy kávézóban Nîmes-ben.
Minden alkalommal az emberrabló elutasítja, hogy megmutassa magát. Rex ismeretlenül abba a kávézóba megy, amely közvetlenül azon a téren megy keresztül, ami Raymond lakásához vezet. Rex új barátnője Lieneke (Gwen Eckhaus) vonakodva segít neki megkeresni Saskiát, de egyre inkább elégedetlen lesz kapcsolatukkal, amire úgy hivatkozik, mint egy szerelmi háromszög. Egy nap Rex ugyanazt álmodja, mint Saskia, hogy egy arany tojás csapdájába esett. Kicsit később Lieneke már képtelen elviselni ezt a Saskiával szembeni megszállottságot, ezért elhagyja őt. Rex ezután feltűnik a televízióban, azt állítja, hogy az egyetlen kívánsága az, hogy megtudja, hogy valójában mi történt Saskiával.
Raymondot elbűvöli Rex fanatizmusa, hogy megtudja mi történt Saskiával, ezért találkozik Rexszel és bevallja neki, hogy ő az elrabló. Azt mondja Rexnek, hogy el fogja árulni mi történt Saskiával, ha vele megy. Amint útnak indulnak Raymond egy szociopatának írja le magát, aki kitervelte az emberrablást miután megmentett egy fiatal lányt a vízbe fulladástól. A lánya által beharangozott hős, Raymond a felfedezés megszállottjává válik, vajon hogyan volt képes egy ilyen ördögi tettre egy nagyszerű cselekedet után. Leírja, hogy rabolta el Saskiát a pihenőnél. Utazó kereskedőnek kiadva magát odacsalogatta a kocsijához, miután a Rexnek szánt ajándék megvételéről kérdezősködött.
Raymond elviszi Rexet a pihenőhelyhez, ahol elrabolta Saskiát. Az úton kiderül, hogy Raymond klausztrofóbiás. Lebeszéli Rexet a rendőrséggel való fenyegetésről, azzal az indokkal, hogy nincs bizonyíték, ami összeköthetné őt a bűncselekménnyel. Ezután egy csésze kábítószeres kávét tölt Rexnek. Azt mondja az az egyetlen útja annak, hogy megtudja mi történt Saskiával, ha saját maga tapasztalja meg. Mialatt Raymond a kocsiban vár, Rex néhány percig tombol, nem tudja, hogy mit tegyen. Az érmék kiásása után, amit ő és Saskia eltemetett, eszeveszetten megissza a kávét. Amikor felébred, rájön, hogy élve eltemették. A föld felett Raymond a vidéki házánál lazít, miközben egy újság főcíme bemutatja Rex különös és véletlen eltűnését egy kép ábrázolásán keresztül, amin ő és Saskia látható egy ovális alakban, ami egy tojásra hasonlít.
|  | Itt a vége a cselekmény részletezésének! |

## Szereplők
- Bernard-Pierre Donnadieu – Raymond Lemorne, egy francia középosztálybeli férfi, aki fiatal korában rájött arra, hogy ő egy szociopata. Hogy bizonyítsa magának, hogy egy utolsó gonosztevő, eldönti, hogy elrabol és megöl egy fiatal nőt – végül Saskiára esik a választása.
- Gene Bervoets – Rex Hofman, egy holland utazó, aki nyaralását tölti a barátnőjével Saskia Wagterrel Franciaországban. Három évvel Saskia egy benzinkútnál való eltűnése után Rex még mindig keresi őt, megszállottan próbálja kideríteni mi történhetett vele.
- Johanna ter Steege – Saskia Wagter, Rex Hofman holland barátnője, aki vele utazik Franciaországon át, egészen addig, amíg el nem tűnik egy benzinkúton.
- Gwen Eckhaus – Lieneke, aki elkezd randizni Rexszel három évvel Saskia eltűnése után
- Bernadette Le Saché – Simone Lemorne, Raymond felesége. A család azon tagja, aki abszolút nem tud Raymond bűntettéről.
- Tania Latarjet – Denise Lemorne, Simone és Raymond idősebbik lánya.
- Lucille Glenn – Gabrielle Lemorne, Simone és Raymond fiatalabbik lánya.

## Alkotás
A Nyomtalanul című filmet George Sluizer és Tim Krabbé, az eredeti regény (The Golden Egg) írója közösen írták. A film pontosan ábrázolja az elbeszélést a regényből, két dolgot leszámítva. Az első: a film elbeszélése sokkal bonyolultabb, mint a regényé. Az átfogó időbeli visszaugrások és a központi karakterek személyes jellegzetességének fokozatos felfedése ad mélyebb értelmet a filmnek. A második fő eltérés a közvetlen kölcsönhatás a karakterek Rex Hofman és Raymond Lemorne között, akik több időt töltenek együtt találkozásuk után.

## Megjelenés és fogadtatás
Hollandiában a Nyomtalanul c. filmet 1988. október 27-én mutatták be. A megjelenést lelkes üdvözlés kísérte és a producerek George Sluizer és Anne Lordon megkapták a legjobb főszereplőért járó Arany Borjú díjat a Holland Filmfesztiválon 1988-ban. A hollandok a Nyomtalanul c. filmmel pályáztak az Oscar-díjért, mint legjobb idegen nyelvű film 1988-ban. A filmet kizárták, mert az akadémia azzal indokolta döntését, hogy túl sok a francia párbeszéd filmben ahhoz, hogy megfeleljen a követelményeknek. A Filmművészeti és Filmtudományi Akadémia úgy ítélte meg, hogy a film alkalmatlan arra, hogy Hollandiát képviselje. A hollandok elutasították azt, hogy egy másik filmet indítsanak, ilyen 1972 óta nem fordult elő. A filmet Franciaországban 1989. december 20-án mutatták be L'Homme Qui Voulait Savoir címmel. Johanna ter Steege elnyerte az Európai Filmdíj legjobban támogatott színésznő díját 1988-ban.
A Nyomtalanul c. filmet dicsérték a nemzetközi megjelenésekor. Az Egyesült Államokban 1991-ben adták ki és a legnépszerűbb idegen nyelvű film volt 1991-ben a National Board of Review szerint.